# Bossugan
Bossugan ist eine französische Gemeinde mit 45 Einwohnern (Stand 1. Januar 2022) im Département Gironde in der Region Nouvelle-Aquitaine (vor 2016 Aquitaine); sie gehört zum Arrondissement Libourne und zum Kanton Les Coteaux de Dordogne. Die Einwohner werden Bossuganais genannt.

## Geographie
Bossugan liegt etwa 55 Kilometer ostsüdöstlich von Bordeaux und 20 Kilometer südöstlich von Libourne. Umgeben wird Bossugan von den Nachbargemeinden Saint-Pey-de-Castets im Nordwesten und Norden, Pujols im Norden und Nordosten, Ruch im Osten und Süden sowie Mérignas im Westen.

## Bevölkerungsentwicklung
| Jahr                       | 1962 | 1968 | 1975 | 1982 | 1990 | 1999 | 2007 | 2020 |
| Einwohner                  | 73   | 65   | 41   | 59   | 55   | 55   | 45   | 38   |
| Quellen: Cassini und INSEE |      |      |      |      |      |      |      |      |

## Sehenswürdigkeiten
- Kirche Saint-Laurent aus dem 12. Jahrhundert, Monument historique

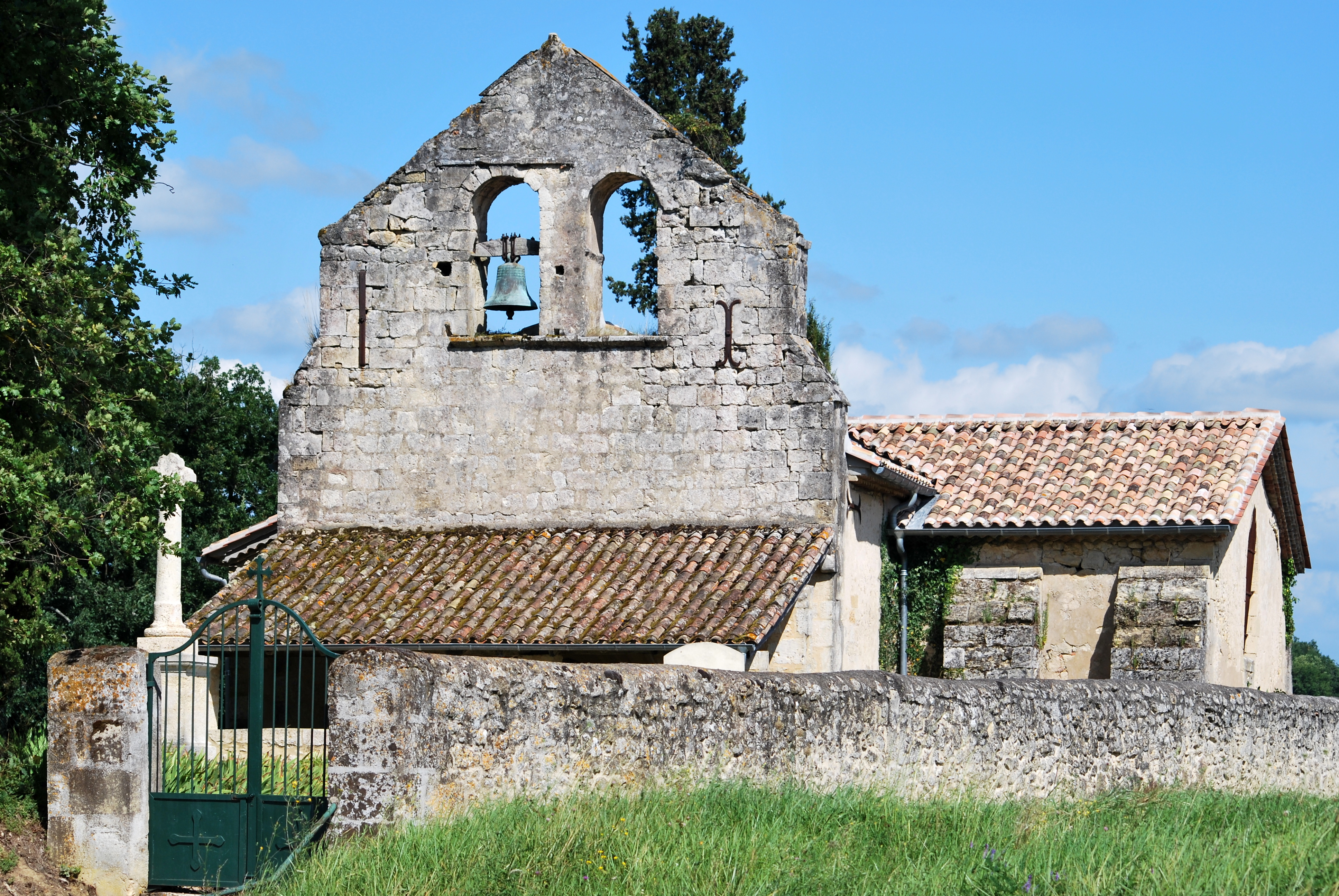
Kirche Saint-Laurent